# A' Katīgoria 1948-1949
La A' Katīgoria 1948-1949 fu la 12ª edizione del massimo campionato di calcio cipriota: l'APOEL vinse il suo ottavo titolo.

## Stagione

### Novità
Le tre squadre che avevano rinunciato a partecipare alla precedente edizione (Anorthōsis, Pezoporikos Larnaca ed EPA Larnaca) tornarono ad iscriversi. Con la conferma delle cinque precedenti formazioni il torneo passò quindi da cinque ad otto club partecipanti.

### Formula
Il campionato era formato da otto squadre e non erano previste retrocessioni; furono assegnati due punti in caso di vittoria, uno in caso di pareggio e zero in caso di sconfitta.
Le squadre si incontrarono in gironi di andata e ritorno per un totale di quattordici turni.

## Squadre partecipanti
| Club                | Città     | Stadio             | Stagione precedente |
| ------------------- | --------- | ------------------ | ------------------- |
| AEL Limassol        | Limassol  | Stadio GSO         | 2º in A' Katīgoria  |
| Anorthōsis          | Famagosta | Stadio GSE         | non iscritta        |
| APOEL               | Nicosia   | Stadio Vecchio GSP | 1º in A' Katīgoria  |
| AYMA Nicosia        | Nicosia   | Stadio Vecchio GSP | 4º in A' Katīgoria  |
| EPA Larnaca         | Larnaca   | Stadio Vecchio GSZ | non iscritta        |
| Lefkoşa Türk        | Nicosia   | Stadio Vecchio GSP | 5º in A' Katīgoria  |
| Olympiakos Nicosia  | Nicosia   | Stadio Vecchio GSP | 3º in A' Katīgoria  |
| Pezoporikos Larnaca | Larnaca   | Stadio Vecchio GSZ | non iscritta        |

## Classifica finale
|                  | Pos. | Squadra             | Pt | G  | V  | N | P  | GF | GS | DR  |
| ---------------- | ---- | ------------------- | -- | -- | -- | - | -- | -- | -- | --- |
| Cipro (bandiera) | 1.   | APOEL               | 28 | 14 | 14 | 0 | 0  | 51 | 20 | +31 |
|                  | 2.   | Anorthōsis          | 21 | 14 | 10 | 1 | 3  | 58 | 26 | +32 |
|                  | 3.   | Pezoporikos Larnaca | 19 | 14 | 9  | 1 | 4  | 42 | 40 | +2  |
|                  | 4.   | AEL Limassol        | 15 | 14 | 5  | 5 | 4  | 31 | 25 | +6  |
|                  | 5.   | EPA Larnaca         | 9  | 14 | 4  | 1 | 9  | 25 | 36 | -11 |
|                  | 6.   | AYMA Nicosia        | 9  | 14 | 2  | 5 | 7  | 32 | 36 | -4  |
|                  | 7.   | Olympiakos Nicosia  | 6  | 14 | 2  | 2 | 10 | 22 | 41 | -19 |
|                  | 8.   | Lefkoşa Türk        | 5  | 14 | 2  | 1 | 11 | 21 | 58 | -37 |

### Verdetti
- APOEL campione di Cipro.